# Clavipalpa
Clavipalpa é um gênero de traça pertencente à família Arctiidae.